# رادک چرنی
رادک چرنی (چکی: Radek Černý؛ زادهٔ ۱۸ فوریهٔ ۱۹۷۴) بازیکن فوتبال اهل جمهوری چک بود.
از باشگاه‌هایی که در آن بازی کرده‌است می‌توان به باشگاه فوتبال اسلاویا پراگ، باشگاه فوتبال تاتنهام هاتسپر، و باشگاه فوتبال کویینز پارک رنجرز اشاره کرد.
وی همچنین در تیم‌های ملی فوتبال زیر ۲۱ سال جمهوری چک و جمهوری چک بازی کرده‌است.